# Port lotniczy Tiputini
Port lotniczy Tiputini – port lotniczy położony w miejscowości Tiputini, w Ekwadorze.